# Schulter, Oklahoma
Schulter, Oklahoma (енгл. Schulter) град је у америчкој савезној држави Оклахома.

## Демографија
По попису из 2010. године број становника је 509, што је 91 (-15,2%) становника мање него 2000. године.
| Група             | 2000.       | 2010.       |
| Белци             | 497 (82,8%) | 363 (71,3%) |
| Афроамериканци    | 0 (0,0%)    | 5 (1,0%)    |
| Азијати           | 0 (0,0%)    | 0 (0,0%)    |
| Хиспаноамериканци | 10 (1,7%)   | 14 (2,8%)   |
| Укупно            | 600         | 509         |